# Edward Christopher Williams
Edward Christopher Williams (11 de fevereiro de 1871 – 24 de dezembro de 1929) foi o primeiro bibliotecário afro-americano treinado profissionalmente nos Estados Unidos. Sua morte repentina em 1929 encerrou sua carreira no ano em que deveria receber o primeiro Ph.D. em biblioteconomia. Williams nasceu em 11 de fevereiro de 1871, em Cleveland, Ohio, filho de pai afro-americano e mãe irlandesa. Após sua graduação com distinção no Adelbert College da Western Reserve University em 1892, ele foi nomeado Bibliotecário Assistente da Hatch Library na WRU. Dois anos depois, ele foi promovido a bibliotecário da Hatch Library até 1909, quando renunciou para assumir a responsabilidade de diretor da M Street High School em Washington, DC Ele continuou sua carreira como bibliotecário da Howard University até sua morte em 24 de dezembro, 1929. Williams foi redescoberto como um autor do Renascimento do Harlem com a publicação em 2004 de seu romance When Washington Was in Vogue, considerado um dos primeiros romances epistolares de um afro-americano.

## Vida pessoal
Edward Williams nasceu em Cleveland, Ohio, filho único de Daniel P. Williams, uma personalidade respeitada em Cleveland, e Mary Kilkary Williams, que era de origem irlandesa. Edward recebeu sua educação nas escolas públicas de Cleveland e obteve o título de bacharel em artes pelo Adelbert College da Western Reserve University em 1892. Como um aluno distinto, ele foi eleito para a fraternidade Phi Beta Kappa e foi nomeado orador da turma.
Edward casou-se com Ethel Chesnutt, filha do escritor Charles Waddell Chesnutt, em 1902. Eles tiveram um filho, Charles Chesnutt Williams, que mais tarde se tornou advogado e morreu antes de completar uma biografia de seu pai.

## Carreira
Williams começou sua carreira na biblioteca em 1892 como bibliotecário assistente na Hatch Library da Western Reserve University (WRU). Após dois anos, foi promovido a diretor da biblioteca.
Em 1898, Williams tirou uma licença sabática para fazer mestrado em Biblioteconomia na New York State Library. Ele completou o programa de dois anos em um ano e voltou para retomar suas responsabilidades na WRU como bibliotecário e instrutor até 1909. Ele foi creditado por dobrar o tamanho da coleção na WRU.
Antes do estabelecimento da WRU Library School, Williams ministrou alguns cursos de bibliografia nacional; ele também estava no comitê que recomendou a criação da escola. Ao abrir a escola de biblioteconomia em 1904, foi nomeado instrutor de bibliografia e referência. Em 1909, Williams renunciou ao cargo na WRU e foi nomeado diretor da M Street High School (Dunbar High School) em Washington, DC, onde atuou por sete anos.
Em 1916, Williams foi eleito bibliotecário-chefe da Howard University, onde passou 13 anos servindo à Biblioteca da Universidade e desenvolvendo sua coleção. Williams também assumiu responsabilidades adicionais como professor de bibliografia, instrutor de língua alemã, chefe do departamento de línguas românicas e diretor de aulas de treinamento em biblioteca. Durante sua carreira na Howard University, ele defendeu a necessidade de pessoal profissional e trabalhou para melhorar a qualidade dos recursos da biblioteca. Williams também assumiu responsabilidades adicionais como professor de bibliografia, instrutor de língua alemã, chefe do departamento de línguas românicas e diretor de uma aula de treinamento em biblioteca. Em um comunicado à imprensa de Howard, ele foi referido como "O reitor da escola de bibliotecas".

## Associações de bibliotecas
Além de sua profissão como bibliotecário e instrutor, Williams colaborou no estabelecimento de muitas associações. Ele foi membro fundador da Ohio Library Association (OLA) e foi eleito secretário em 1904. Como presidente da seção universitária da Associação de Bibliotecas de Ohio, ele fez muitos discursos e palestras no Instituto de Trabalhadores de Bibliotecas de Ohio. Williams também foi membro da American Library Association e ajudou em suas convenções e sessões. Ele deu uma palestra em 1928 em uma sessão do ALA's College and Reference intitulada "Library Needs of Negro Institutions" e esteve envolvido no planejamento da primeira conferência para bibliotecários afro-americanos, realizada na Fisk University em 1930.
Williams atuou como vice-presidente da New York State Library School Association em 1904.

## Obras
Além de sua profissão de bibliotecário, Williams também foi autor e tradutor. Seus trabalhos incluem: The Exile (um drama clássico italiano), The Sheriff's Children, The Chasm, e muitos artigos, poemas e contos publicados no The Messenger entre 1925 e 1927.
Os principais escritos de Williams foram baseados nos problemas da sociedade negra de Washington, como em seu romance The Letters of Davy Carr, a True Story of Colored Vanity Fair, serializado no The Messenger de janeiro de 1925 a julho de 1926. Às vezes, ele usava um pseudônimo, Bertiuccio Dantino, para assinar seus artigos.
Williams se destacou em cinco idiomas: inglês, francês, alemão, italiano e espanhol. Ele traduziu alguns documentos de diferentes idiomas para o inglês. No início de sua carreira, ele recebeu ofertas de emprego para se tornar tradutor.
As Cartas de Davy Carr foram redescobertas pelo estudioso Adam McKible e publicadas como When Washington Was in Vogue em 2004, estabelecendo o lugar de Williams no cânone da literatura renascentista do Harlem.

## Morte
Williams estava se preparando para estudos avançados para obter o primeiro Ph.D. em biblioteconomia oferecido pela Columbia University, quando morreu inesperadamente em 24 de dezembro de 1929, no Freedmen's Hospital. O funeral foi realizado na Capela Memorial Andrew Rankin no campus da Howard University, na presença do Reitor da Universidade, Dr. Mordecai Johnson, que presidiu a cerimônia. Edward Christopher Williams foi enterrado no Lincoln Cemetery em Suitland, Maryland.
Edward Williams não era apenas um bibliotecário e autor profissional de sucesso na época da segregação, mas também um ativista social. Ele estava levantando os problemas e desafios enfrentados pelas bibliotecas negras como prédios deteriorados, falta de pessoal e falta de financiamento em todas as convenções. Ele também estava ajudando jovens negros e negras a buscar seus estudos e expandir seus conhecimentos para se tornarem pessoas de sucesso.

Williams admirava Santo Agostinho, e sua citação favorita era "Sempre prossiga, nunca fique parado, nem volte atrás, nem se desvie. Esteja sempre descontente com o que você é. Se você disser 'eu tenho o suficiente', você morre", que se refletiu claramente ao longo de sua vida e carreira. EJ Josey celebrou a carreira e as conquistas de Williams em seu artigo de 1969:
A vida de Edward Christopher Williams não foi uma mera vida para deixarmos passar no esquecimento historicamente, pois foi um vasto espetáculo de realizações acadêmicas na escrita, tradução e compreensão dos complexos problemas das bibliotecas; e, foi também um panorama de prodigioso ensino e motivação para conduzir os seus alunos à excelência na biblioteconomia…
Em 1999, a American Libraries o nomearam um dos "100 líderes mais importantes que tivemos no século XX".